# Caricedo
Caricedo es un despoblado que actualmente forma parte del municipio de Condado de Treviño, en la provincia de Burgos, Castilla y León (España).

## Localización
Está situado al norte de la localidad treviñesa de Villanueva Tobera, junto al arroyo Arbinete. 42°42′03″N 2°45′55″O / 42.700745, -2.765205

## Toponimia
A lo largo de los siglos ha sido conocido con los nombres de Caricedo y Caycedo.

## Historia
Documentado desde el siglo XIII, se despobló a mediados del siglo XX.